# Воля-Пшемиковська
Воля-Пшемиковська (пол. Wola Przemykowska) — село в Польщі, у гміні Щурова Бжеського повіту Малопольського воєводства.
Населення — 767 осіб (2011).
У 1975-1998 роках село належало до Тарновського воєводства.

## Демографія
Демографічна структура станом на 31 березня 2011 року:
|          | Загалом | Допрацездатний вік | Працездатний вік | Постпрацездатний вік |
| -------- | ------- | ------------------ | ---------------- | -------------------- |
| Чоловіки | 396     | 82                 | 261              | 53                   |
| Жінки    | 371     | 73                 | 202              | 96                   |
| Разом    | 767     | 155                | 463              | 149                  |